# Вільгельм Юнкер

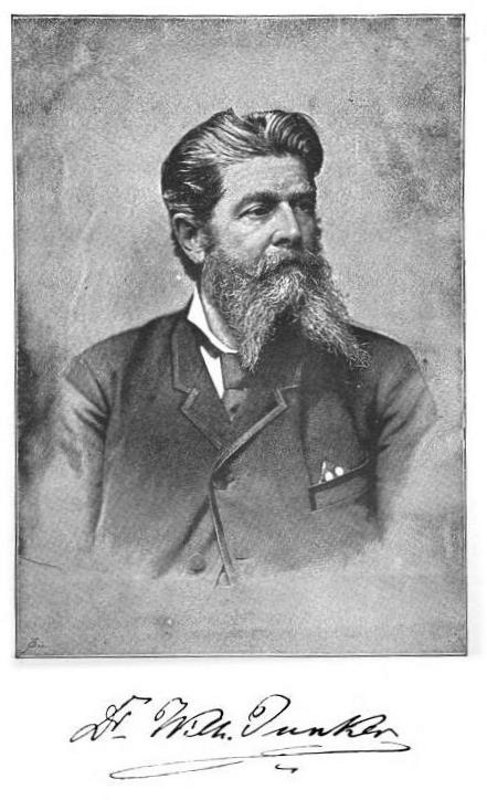
Wilhelm Junker

Вільгельм Юнкер (нім. Wilhelm Junker; рос. Василий Васильевич Юнкер) — відомий російсько-німецький дослідник Африки, син засновника московської та петербургської банківської фірми.

## Біографія
Вільгем Юнкер народився 6 квітня 1840 року в Москві, при народжені отримав ім'я Василь Васильович Юнкер. Навчався в Росії, та закордоном. Отримав чудову освіту, спершу в Петропавловській гімназії, а потім в Тартуському університеті, в якому отримав медичну освіту, хоча довго медициною і не займався.

## Подорожі
Неквапливий мандрівник та уважний спостерігач, таким був Юнкер. Вивчення народів, з якими він контактував, і збір зразків рослин і тварин, це було його головним завданням, а результати його досліджень у подробицях наведені в його творі «Reisen in Afrika», який був опублікований у 1890—1892 роках. Праця була високо оцінена і, навіть, перекладладена англійською мовою.
В 1869 році зробив серію коротких подорожей до Ісландії. В 1873 році до Західної Африки. Разом з професором Вільмансом в 1874 ріці відвідали Туніс, де Юнкер ознайомився з арабською мовою, а також засвоїв для себе техніку географічних праць. Наступного року він став першим європейським дослідником, який піднявся по річці Барака, відвідав місто Касала, провінцію Така и через Кедареф потрапив в столицю Судана, Хартум. В 1877—1878 роках досліджував річку Собат. Після цих подорожей Вільгем Юнкер, майже, постійно залишався у Східній Екваторіальній Африці. Експедиція тривала з 1875 року по 1886. Цінні колекції, привезені з подорожей, є одними з найкращих етнографічного музею Імператорської Академії Наук в Сан-Петербурзі. Вільгем Юнкер досліджував вододіл Нілу та Конго, успішно боровся з гідрографічними теоріями . В 1884 році він планував повернутися в Європу, через Судан, але початок Махдист перешкодило організувати цю експедицію. В 1885 році Юнкер вирішив піти на південь, покинувши Ваделай 2 січня 1886 року, він здійснив подорож Угандою і Табора і досяг Занзібара в листопаді того ж року. У 1887 році він отримав золоту медаль Королівського географічного товариства. Помер в 1892 році в Санкт-Петербурзі.

## Праці
- Подорожі Африкою: Протягом 1875—1878 років. Том 1 (1890)
- Подорожі Африкою: Протягом 1879—1883 років. Том 2 (1891)
- Подорожі Африкою: Протягом 1882—1886 років. Том 3 (1892)[3].